# Kirill Lemoj
Kirill Vikentievich Lemoj (en ruso: Карл Викентьевич Лемох; Moscú, 7 de junio de 1841 – San Petersburgo, 24 de febrero de 1910), también conocido por su nombre alemán Carl Johann Lemoch, fue un pintor ruso de escenas de género, miembro de la Academia Imperial de las Artes, participante en la «revuelta de los catorce», fue uno de los fundadores del Artel de Artistas de San Petersburgo y miembro de la Sociedad de Exposiciones de Arte Ambulante.

## Biografía
Era el tercer hijo de la familia formada por Vikenty Lemoj, un profesor de música moscovita de origen alemán y Elizaveta Karlovna Schildbach. De 1851 a 1856 estudió en la Escuela de Pintura, Escultura y Arquitectura de Moscú, en el taller del profesor Yegor Yakovlevich Vasiliev . 
En 1858 ingresó en la Academia Imperial de las Artes en la clase de pintura histórica de Piotr Basin y Alekséi Tarasovich Markov. Por sus bocetos y dibujos recibió del Consejo de la Academia dos medallas de plata pequeñas y dos grandes «Por sus éxitos en el dibujo». En 1863 recibió la Pequeña Medalla de Oro de la Academia por el cuadro «Moisés saca agua de la roca».
Cinco años después, en 1863, participó en lo que se conoció como la «Revuelta de los Catorce», una protesta de quienes preferían el estilo realista al clásico promovido por la Academia. Como resultado, se retiró de la academia con el título de Artista de Segunda Clase. Se unió al Artel de Artistas, dirigido por Iván Kramskói. Cinco años más tarde, en 1868, gracias al cuadro «Duelo familiar», expuesto en una exposición de la Académica, recibió el título de Artista de Primera Clase. A partir de ese momento, residió principalmente en San Petersburgo donde se ganaba la vida dando clases de dibujo a familias aristocráticas y abrió un estudio de arte en Jovrino, cerca de Moscú, donde pasaba los veranos pintando. Los residentes de la pequeña localidad están representados en muchas de sus pinturas que representan la vida campesina rusa.
En 1870, aceptó la propuesta de Grigori Myasoiédov y se convirtió en uno de los fundadores de la Peredvízhniki (Sociedad de Exposiciones de Arte Ambulante). Sin embargo, al año siguiente, fue expulsado de la Asociación por violar los estatutos, es decir, por no presentar el trabajo para la inauguración de la exposición. Aunque poco después, en 1878, volvió a ser admitido como miembro, desde 1879, ejerció como miembro de la junta directiva, y en 1880 se convirtió en el tesorero permanente de la Asociación.
En 1875, por siete pinturas expuestas en una exposición académica, recibió el título de Académico de la Academia Imperial de las Artes, desde 1893 fue miembro de pleno derecho de la Academia, elegido miembro del Consejo de la Academia en 1895 por un período de cinco años.
Cuando todavía era miembro del Artel de Artistas, aceptó una invitación para dar lecciones privadas de dibujo a los hijos del futuro zar Alejandro III, incluido el futuro último emperador Nicolás II y continuó haciéndolo durante muchos años. Sin embargo, su  alumna más talentosa en la corte imperial fue la hermana menor de Nikolái, la gran duquesa Olga Románova, quien estuvo muy interesada en la pintura durante el resto de su vida. Desde 1897 y gracias a su trabajo en la corte recibió una pensión vitalicia durante gran parte del resto de su vida (hasta 1909) y se convirtió en curador de la colección de arte del Museo Ruso hasta su jubilación en 1909.
Kirill Lemoj murió el 24 de febrero de 1910 en San Petersburgo. Su funeral se celebró en la iglesia de la Academia Imperial de las Artes y posteriormente fue enterrado en el cementerio del Monasterio Golovinski de Kazán en Moscú.

## Obras seleccionadas

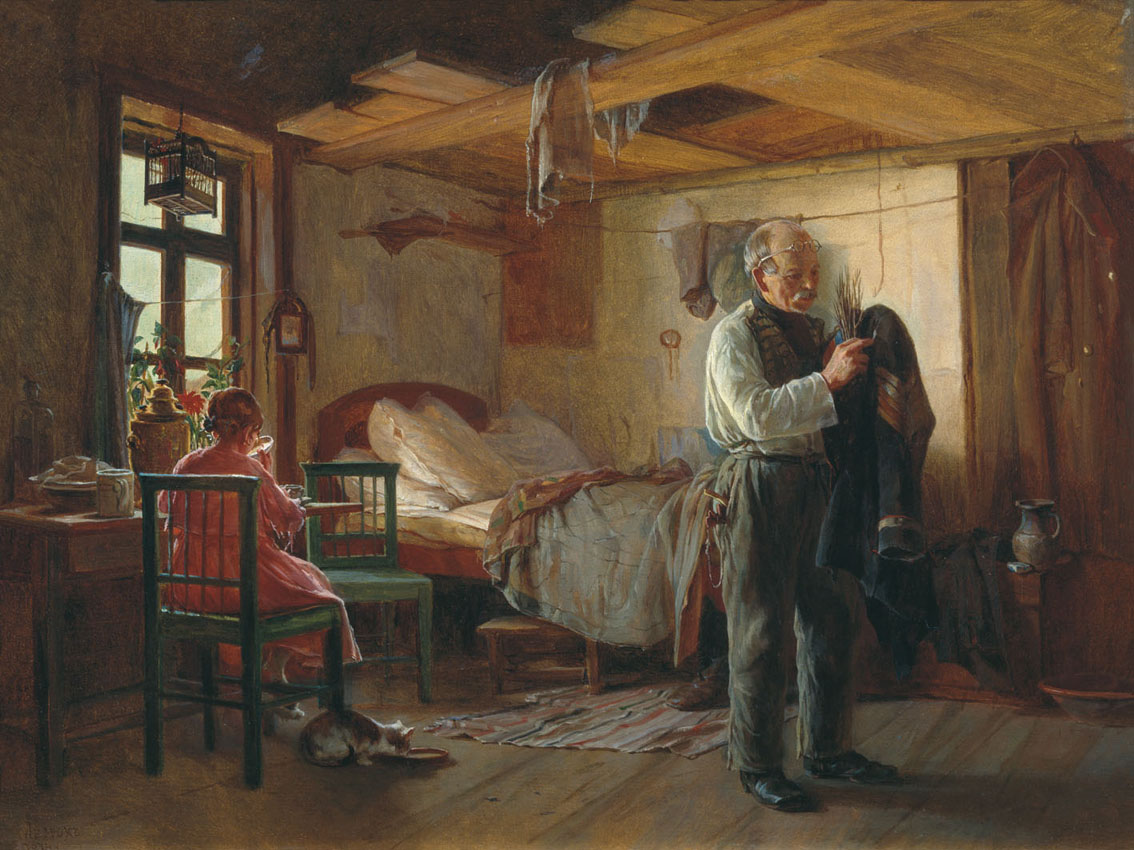
«Mañana en Suiza» (1874) -
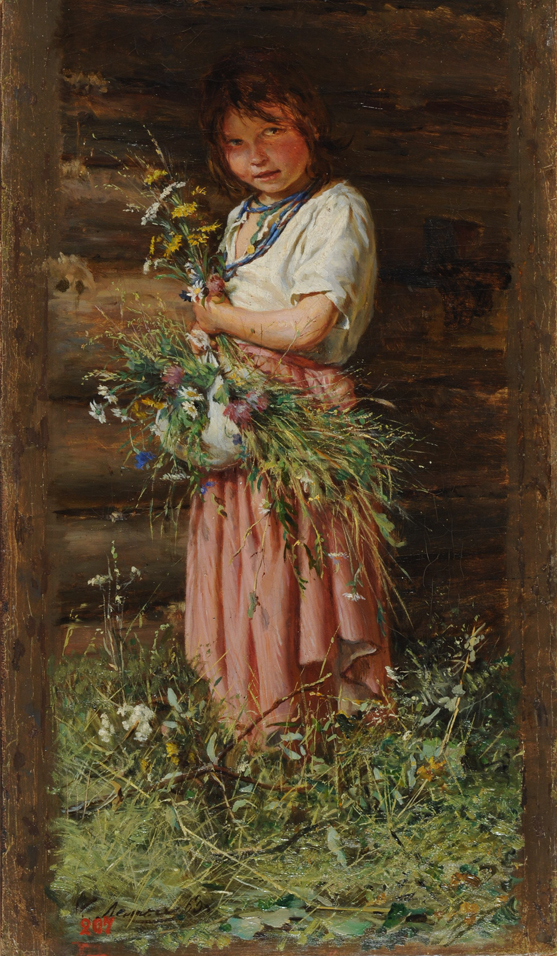
«Niña con flores» (1883)
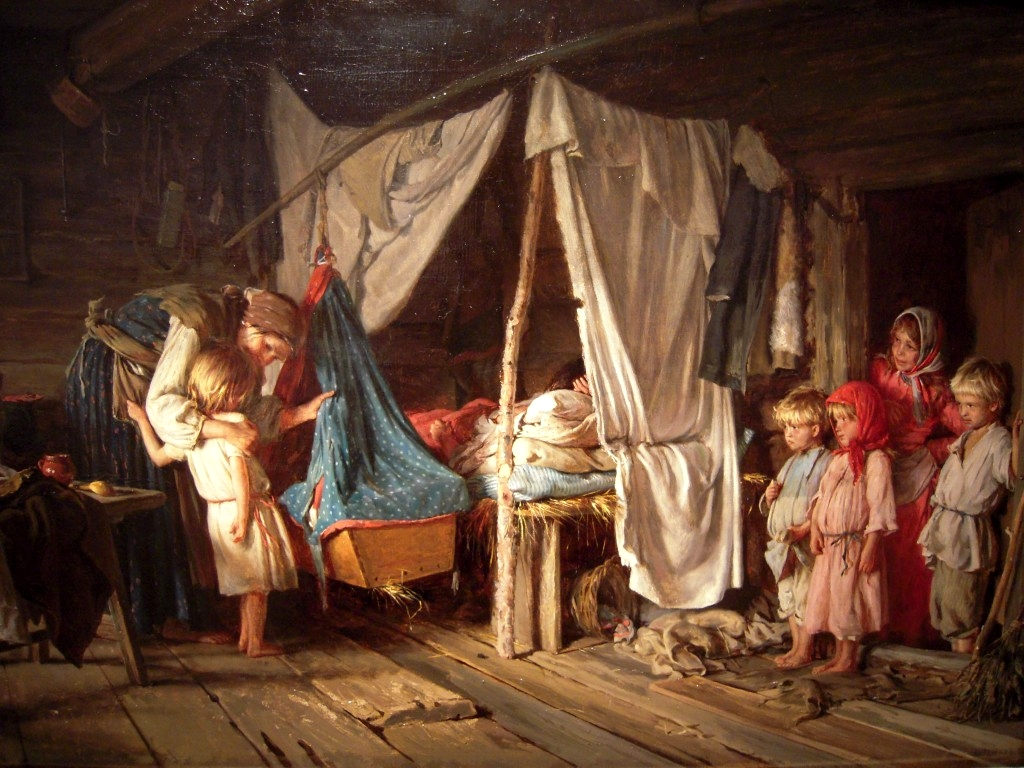
«Nuevo conocido» (1885)
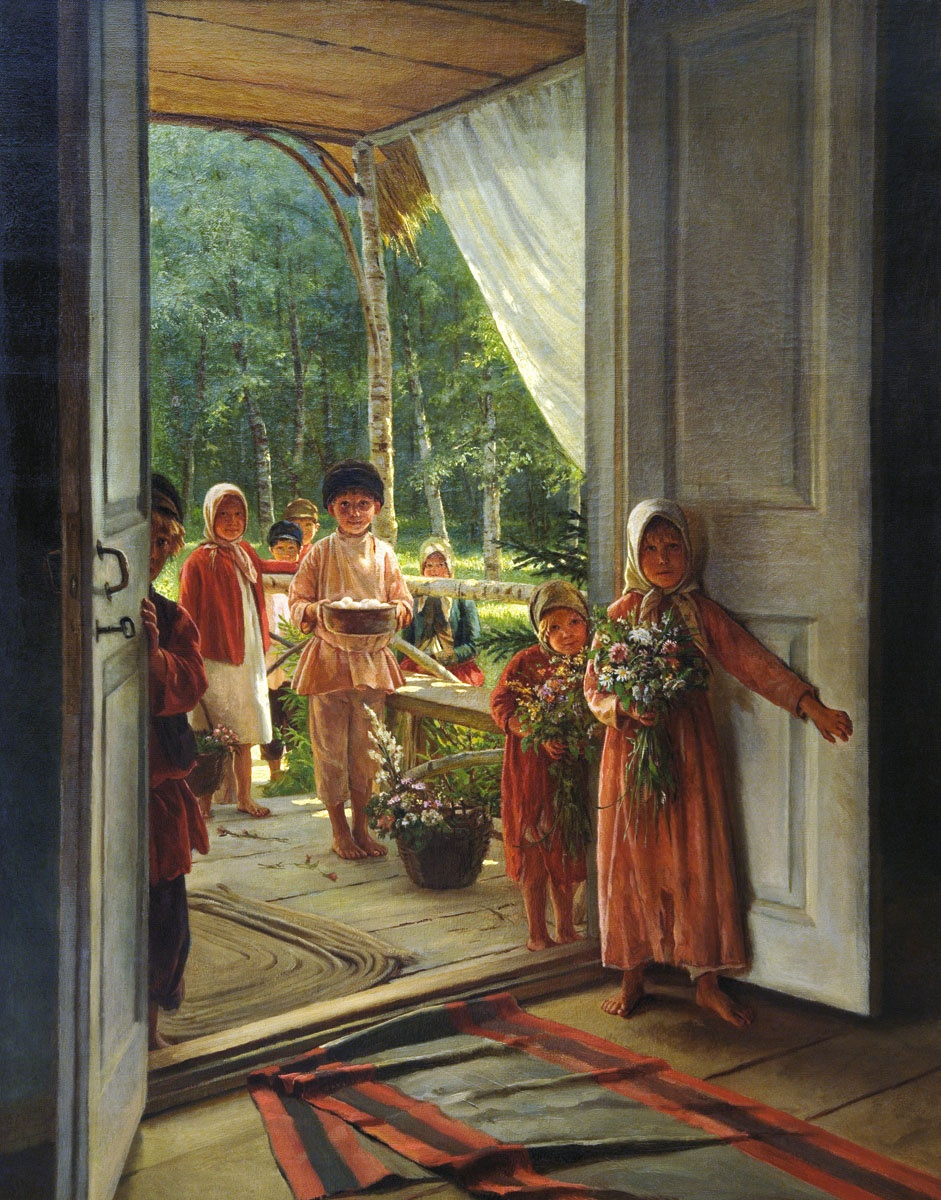
«Verano (felicitaciones)» (1890)
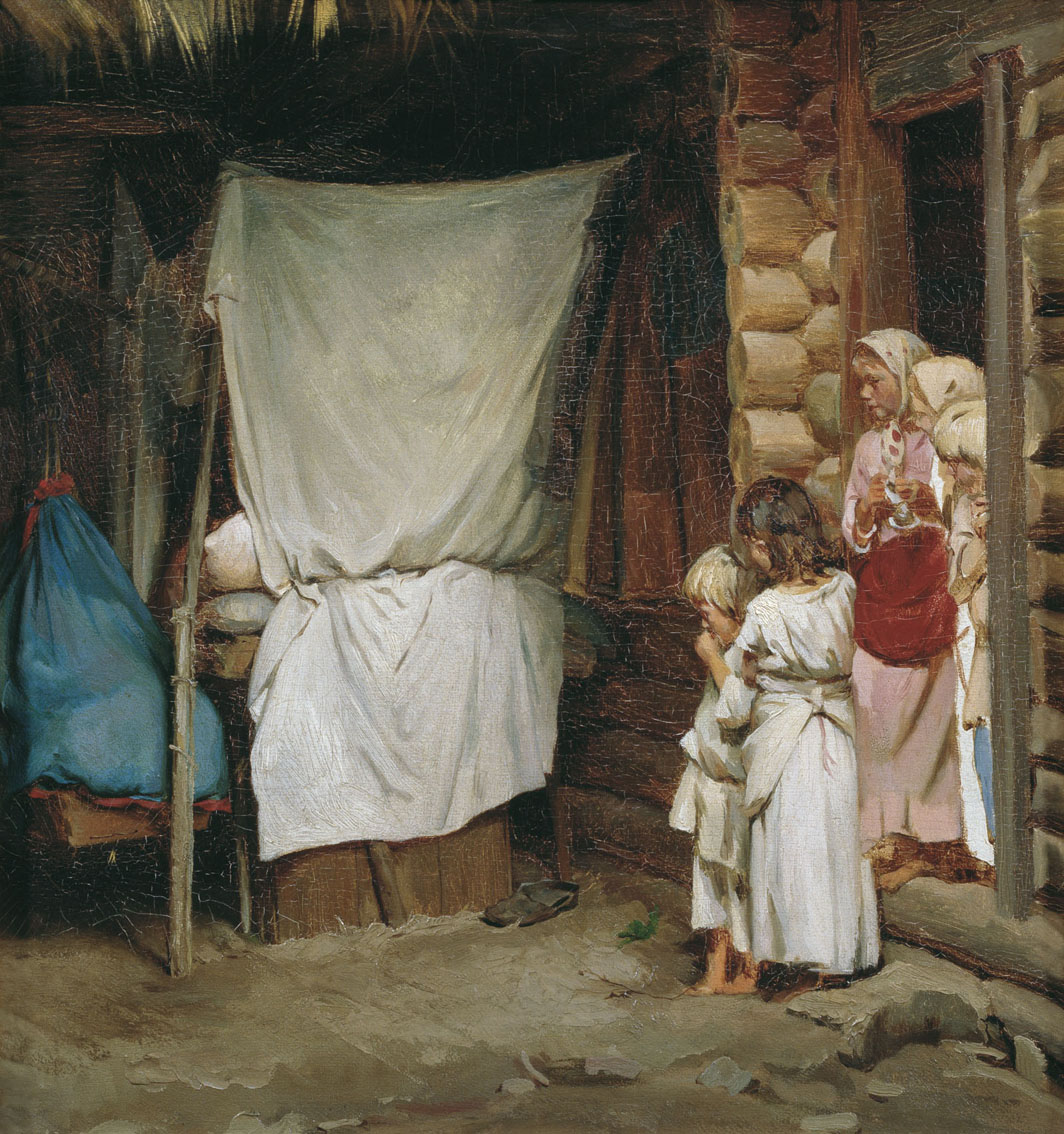
«Nuevo miembro de la familia» (c. 1890)
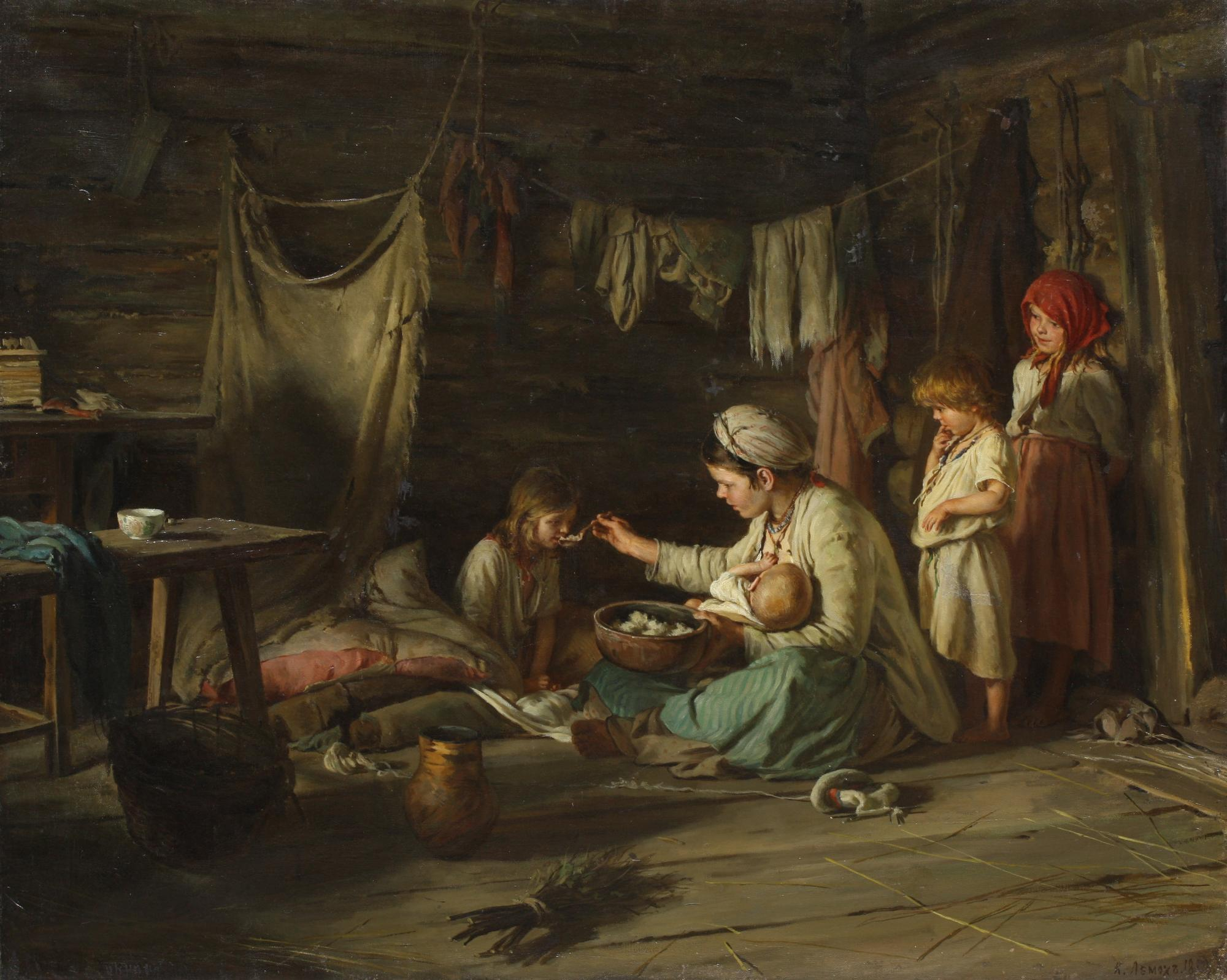
«Convaleciente» (1889)
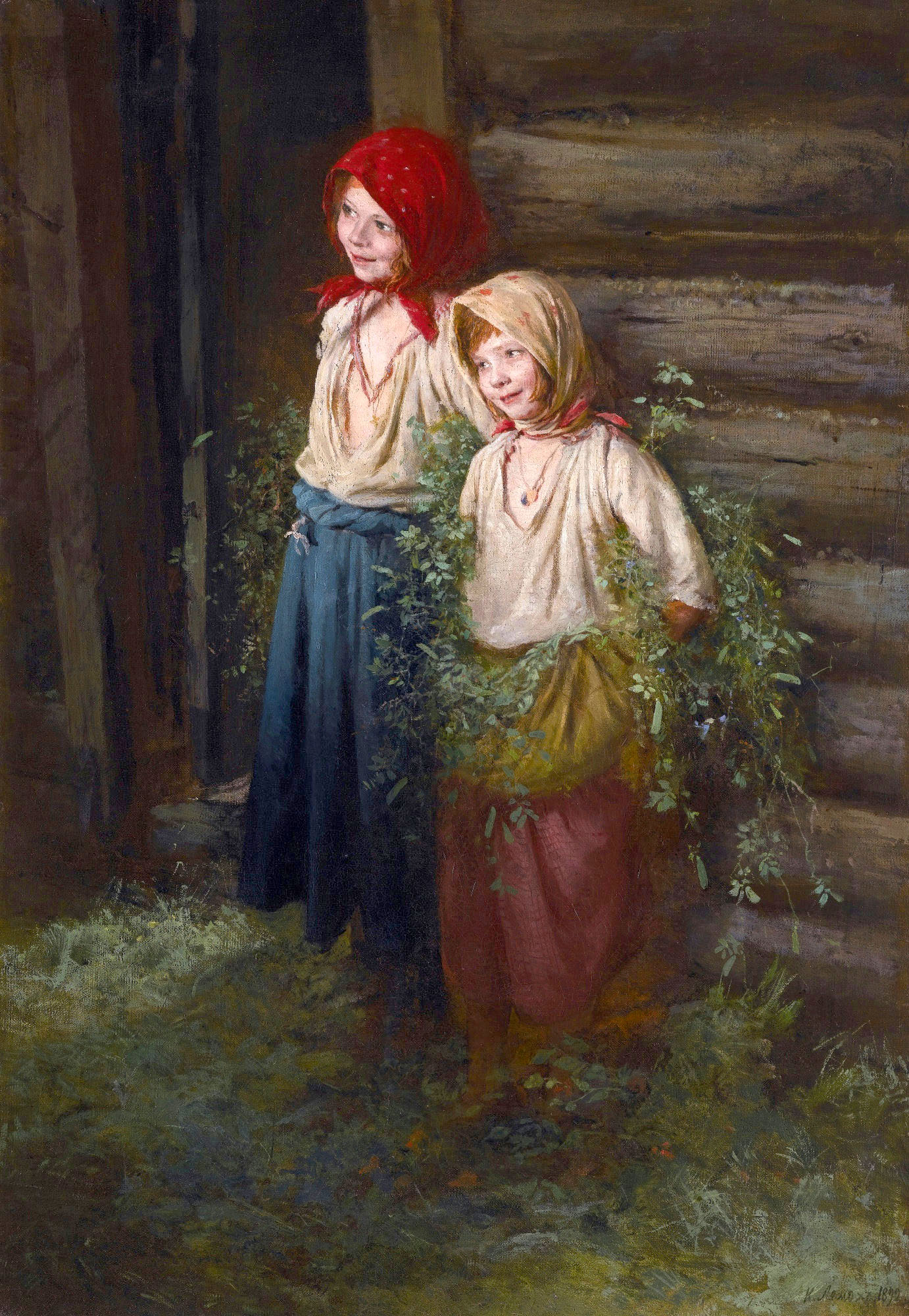
«Dos campesinas» (1892)
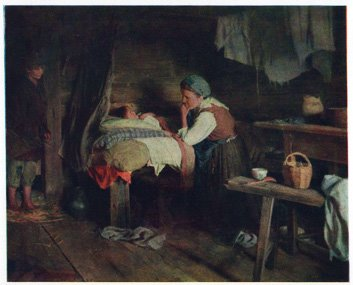
«Sin sostén de la familia» (1898)